# Weegbree-klasse
De weegbree-klasse (Plantaginetea majoris) is een klasse van syntaxa die karakteristiek zijn voor verdichte, zeer eutrofe tot mesotrofe, zuurstofarme bodems. In het bijzonder komen tredbegroeiingen veel voor.

## Naamgeving en codering
- Syntaxoncode voor Nederland (rVvN): r12

De wetenschappelijke naam Plantaginetea majoris is afgeleid van de botanische naam van de kensoort grote weegbree (Plantago major).

## Onderliggende syntaxa in Nederland en Vlaanderen
De weegbree-klasse wordt in Nederland en Vlaanderen vertegenwoordigd door twee orden met beide één verbond.
- - weegbree-orde (Plantaginetalia majoris)
    - varkensgras-verbond (Polygonion avicularis)
      - associatie van Engels raaigras en grote weegbree (Plantagini-Lolietum perennis)
      - associatie van varkenskers en schijfkamille (Coronopodo-Matricarietum)
      - associatie van vetmuur en zilvermos (Bryo-Saginetum)

  - fioringras-orde (Agrostietalia stoloniferae)
    - zilverschoon-verbond (Lolio-Potentillion)
      - associatie van geknikte vossenstaart (Ranunculo-Alopecuretum geniculati)
      - associatie van moeraszoutgras en fioringras (Triglochino-Agrostietum stoloniferae)
      - associatie van aardbeiklaver en fioringras (Trifolio fragiferi-Agrostietum stoloniferae)
      - associatie van kattendoorn en zilte zegge (Ononido-Caricetum distantis)

- rompgemeenschap met fioringras (RG Agrostis stolonifera-[Lolio-Potentillion])
- rompgemeenschap met rietzwenkgras (RG Schedonorus arundinacea-[Lolio-Potentillion])
- rompgemeenschap met waterkruiskruid (RG Jacobaea aquatica-[Lolio-Potentillion])
- rompgemeenschap met zeegroene rus (RG Juncus inflexus-[Lolio-Potentillion])
- rompgemeenschap met gewone waterbies (RG Eleocharis palustris-[Lolio-Potentillion/Nasturtio-Glycerietalia])
- rompgemeenschap met zomprus (RG Juncus articulatus-[Lolio-Potentillion/Phragmitetea])
- rompgemeenschap met moerasstruisgras en kruipende boterbloem (RG Agrostis canina-Ranunculus repens-[Lolio-Potentillion/Molinietalia])
- rompgemeenschap met zandzegge en straatgras (RG Carex arenaria-Poa annua-[Plantaginetalia majoris/Koelerio-Corynephoretea])
- rompgemeenschap met ruw beemdgras en Engels raaigras (RG Poa trivialis-Lolium perenne-[Plantaginetea majoris])
- rompgemeenschap met vijfvingerkruid (RG Potentilla reptans-[Lolio-Potentillion/Molinio-Arrhenatheretea])

## Fotogalerij

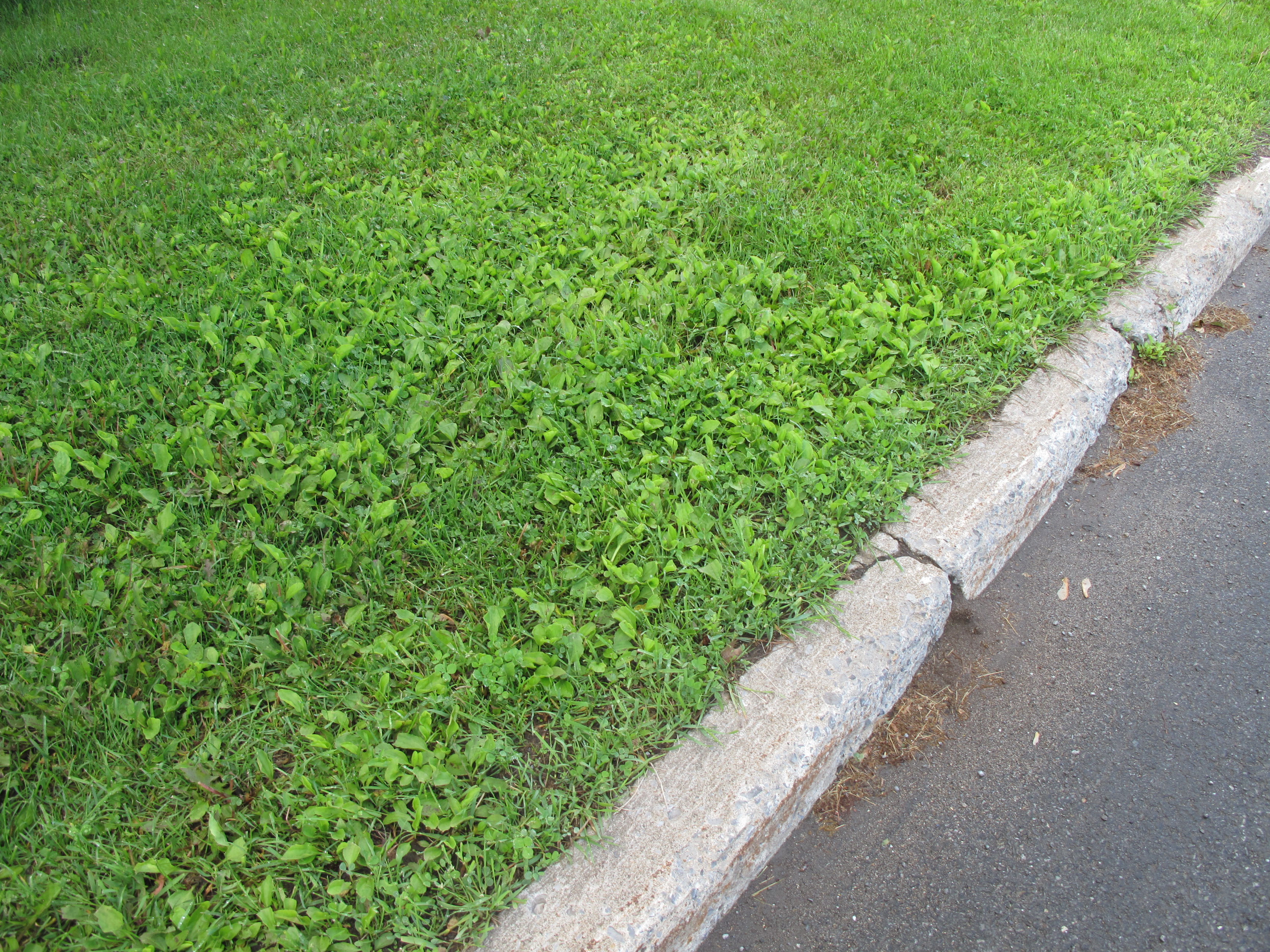
De associatie van Engels raaigras en grote weegbree
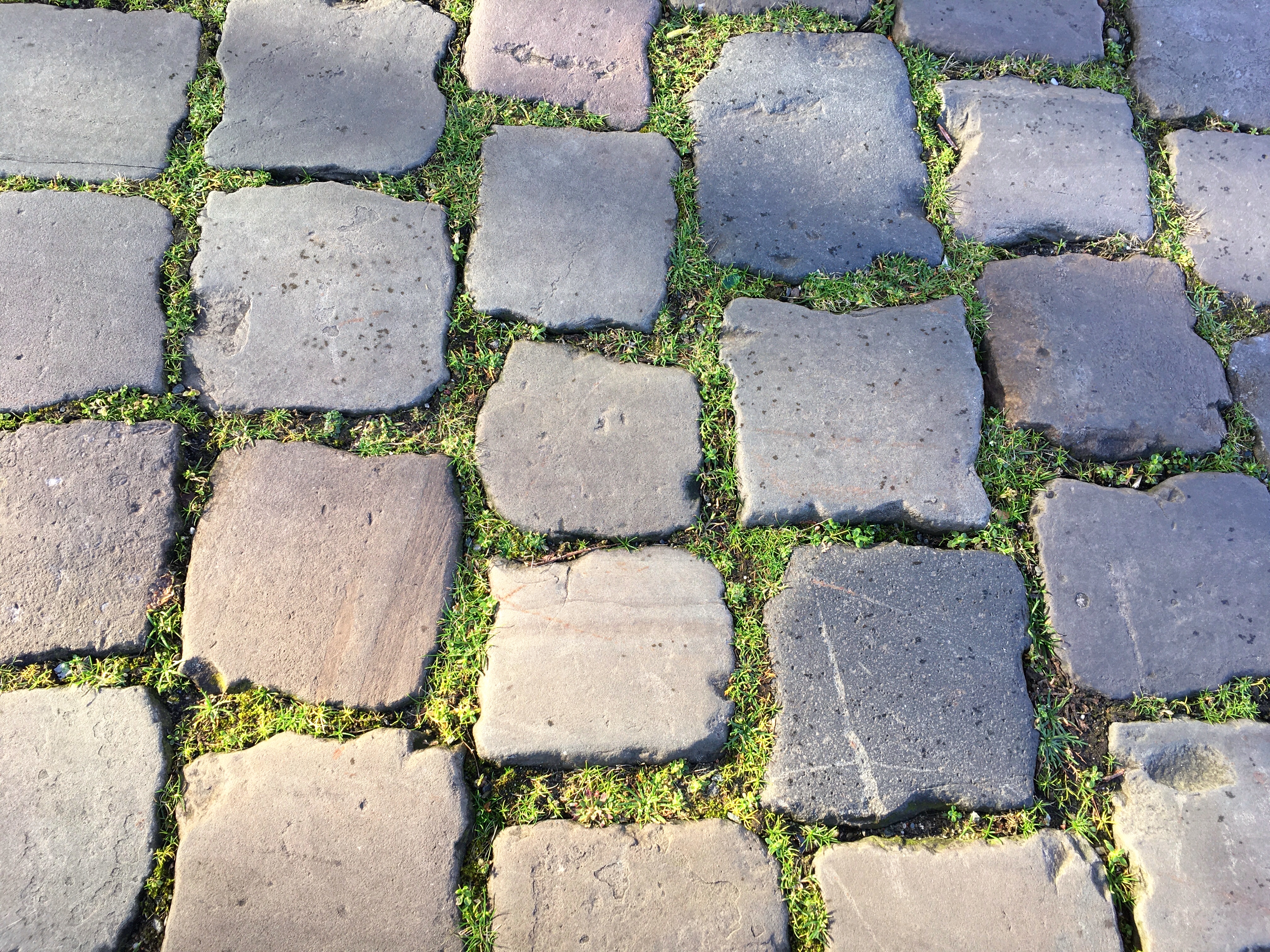
Winteraspect van de associatie van vetmuur en zilvermos
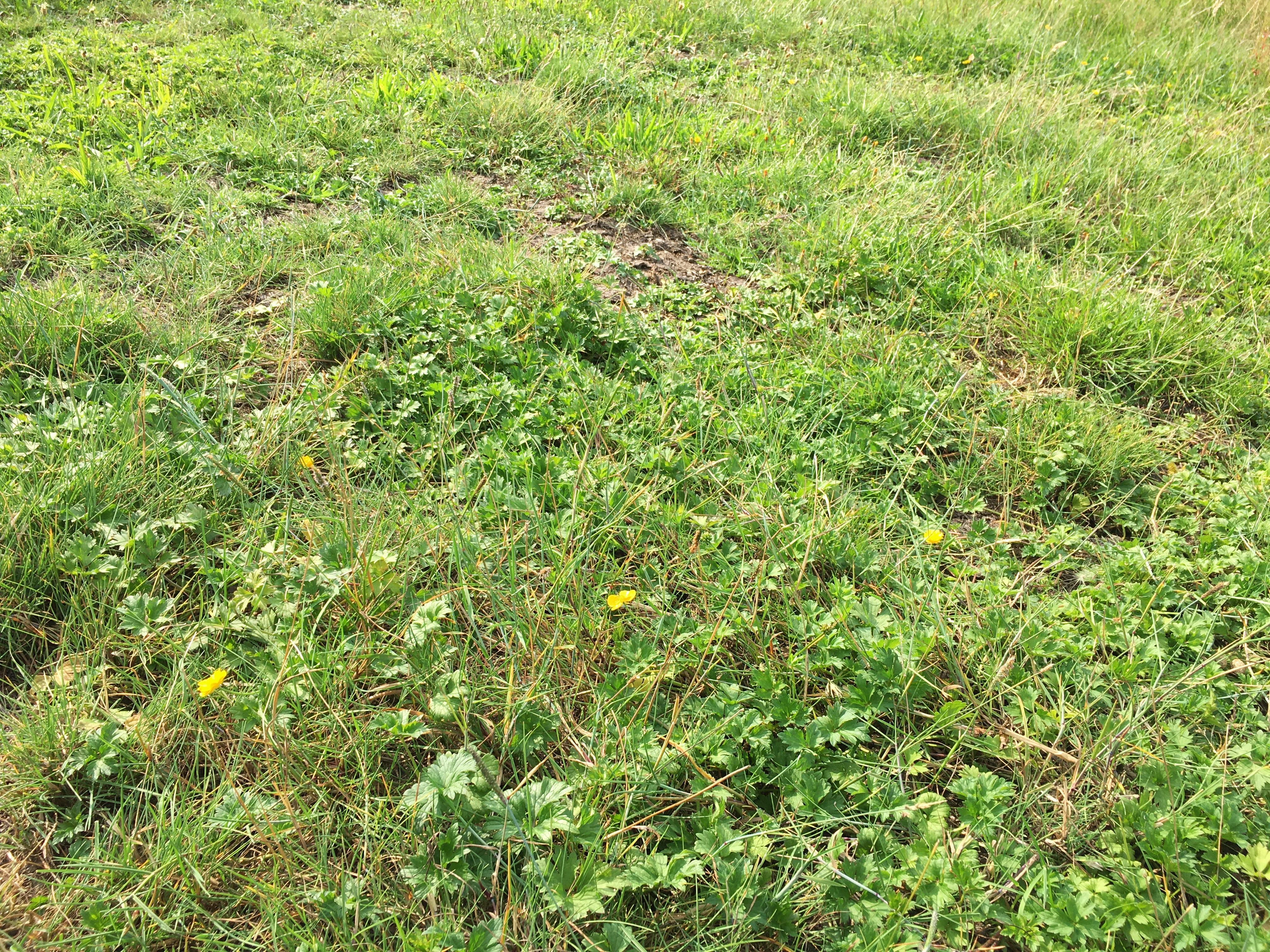
Zomeraspect van de associatie van geknikte vossenstaart